# Pierre Choderlos de Laclos
Pierre-Ambroise-François Choderlos de Laclos, (Amiens, 18 de outubro de 1741 – Tarento, 5 de setembro de 1803) foi um general do exército francês que ficou famoso na literatura mundial pelo romance "As Ligações Perigosas". Fez poucas investidas e, demonstrando com uma de talento incomum, atingiu o alvo.
Considerado por muitos críticos o melhor romance francês do século XVIII, e obra-prima da literatura erótica ocidental, As Ligações Perigosas é romance epistolar. São 175 cartas trocadas entre os personagens, cuja leitura monta o enredo a partir de diversos pontos de vista. Os protagonistas são o visconde de Valmont, homem cínico e inescrupuloso, e a marquesa de Merteuil, sua ex-amante, não menos cínica, com a qual conversa sobre seu esporte preferido: seduzir belas damas da alta sociedade. Neste momento, deseja conquistar a virtuosa madame de Tourvel, cujo marido encontra-se no exterior, a negócios.
Sua trajetória militar começou em 1760, com o alistamento na Escola Real da Artilharia de La Fère (École Royale d'Artillerie de la Fère). Foi nomeado segundo-tenente em 1760, tenente em 1761, capitão em 1771 e marechal em 1792.
Após um período de trabalho junto ao Governo francês, Laclos é reintegrado ao exército em 1800 como general de brigada, já sob o comando de Napoleão Bonaparte.

## Filosofia

### Sobre a educação das mulheres

#### Discurso à Academia de Châlons-sur-Marne
A postura libertária de Laclos no que tange à libertação das mulheres, que faz com que historiadores da filosofia o enquadrem como um arqueofeminista, é um dos fatos que posiciona esse romancista, militar e filósofo num lugar de vanguarda em relação ao seu tempo. Seu discurso ao concurso aberto pela Academia de Châlons-sur-Marne, cujo tema era: como melhorar a educação das mulheres?, deixa clara tal posição. O discurso em resposta dado por Laclos, de forma paradoxal - e um tanto cômica - inicia dizendo: não é possível melhorar a educação das mulheres, pois, na realidade, o que é dado a elas não é uma educação. E o que seria uma educação? Para o autor, justamente o desenvolvimento das faculdades sensitivas  e intelectuais do indivíduo com a finalidade de orientar essas faculdades à utilidade social. Entretanto, a educação não pode ocorrer onde existe a escravidão, visto que a educação visa desenvolver faculdades para a utilidade social e a escravidão cria um inimigo social e não desenvolve as faculdades do sujeito, mas as reprime. Desenvolvendo agora a situação das mulheres nas sociedades, o autor monta o seguinte silogismo: se onde há escravidão não pode haver educação e se as mulheres são escravas nas sociedades, portanto, a mulher da sociedade não é suscetível à educação. Uma forma, evidentemente, um tanto ácida de abrir um texto dedicado à problemática de como melhorar a educação das mulheres, afirmando sua impossibilidade oriunda da situação de opressão dessas na sociedade europeia do século XVIII. Assim, aponta uma necessidade de libertação da condição submissa das mulheres para que haja sua educação, sendo por isso que em seu livro Das mulheres e de sua educação, desenvolve um texto voltado diretamente às mulheres e a sua emancipação.

#### Da educação das mulheres
De forma resumida, o breve tratado Da educação das mulheres fala sobre como as mulheres tiveram sua natureza corrompida  pelas instituições e nisso são prejudicadas, sendo clara aqui a influência do pensamento de Rousseau, justamente o filósofo favorito de Laclos. A aproximação entre os dois se dá com a ideia de uma traição dos homens com a natureza, em que: “[os homens] abandonaram a natureza que os tornou felizes, depois a caluniaram, acusando-a dos males que esse abandono lhes causou, males que eles mesmo se fizeram”. Nesse sentido, num estado primeiro natural, as mulheres se igualam aos homens, não sendo suas escravas, mas suas companheiras. Então, a mulher era um ser livre e potente: livre pois exercia suas faculdades e potente porque suas faculdades igualavam suas necessidades. Dessa maneira, Laclos faz uma história do desenvolvimento humano para buscar entender como as mulheres puderam chegar a essa situação de dominação 22. Resumidamente, o percurso dessa história de divide em 5 temposː a) com o nascimento da mulher em natureza, com sua primeira infância, em que essa recebe os cuidados que necessita de sua mãe (diferentemente das crianças europeias da época, que eram cuidadas por outras); b) a segunda parte da infância da criança, em que desenvolve suas forças sob ação da natureza; c) a entrada da puberdade, em que os primeiros desejos da mulher surgem, sem corrupção das instituições; d) em idade adulta, goza de força, saúde, beleza e amor de um parceiro; e) com o envelhecimento e uma morte tranquila, visto que a mulher natural não teme a morte, que termina uma vida feliz. Isso se distingue muito da vida das mulheres corrompidas pela instituições da sociedade pois a mulher da natureza é muito mais feliz do que a da sociedade, na medida em que goza dos atributos os quais a mulher de sociedade é privada, a ser: a liberdade, a força, a saúde, a beleza e o amor. Segundo o autor, mesmo as mulheres mais poderosas das sociedades europeias, como as rainhas, são menos felizes pois essas têm apenas bajuladores, não amigos e, ficando presa a sua posição social, jamais podem conhecer a si mesmo. Todavia, o que poderia ser uma mulher feliz? Nos diz Laclos:
"Procuremos, ao menos, em nossa imaginação, aquilo que a sociedade não nos apresenta. Criemos, conforme nossa vontade, uma mulher perfeitamente feliz, tanto quanto a humanidade possa suportar; será aquela que, nascida de uma mãe amorosa, não terá sido entregue, ao nascer, aos cuidados de uma mercenária; que, ao crescer, terá sido educada sob os olhos de uma professora igualmente indulgente, sábia e esclarecida que, sem jamais constrangê-la, e sem entediá-la em suas lições, lhe dará todos os conhecimentos úteis e a livrará de todos os preconceitos; que, tendo alcançado a idade do prazer, encontrará como esposo um novo homem apaixonado, sem ciúmes, assíduo sem ser importuno; que, ao tornar-se mãe, por sua vez, provará a doçura do amor maternal, sem experimentar as perpétuas inquietações, frequentemente seguidas de um terrível desespero; cuja sábia imaginação verá escapar, sem remorso, sua feliz juventude; que saberá, ao envelhecer, evitar a doença e o ridículo; que, enfim, saberá ver a morte sem pavor e dormirá calmamente seu último sono; que, livre de tristezas pessoais, não aceitará as alheias; cuja fortuna será tal que, abundantemente provida do necessário, ela nunca será importunada com um supérfluo que não deseja; que viverá sem ambição e sem temor; que, depois de ter sido muito sensível ao prazer, encontrará na dor ou nas privações o estoicismo mais filosófico" 
Mas seria isso meramente utópico? Não, diz o romancista, tal é justamente a situação da mulher da natureza: livre, saudável, forte, bela e que possui as coisas que necessita, sem se encher com superfluidades  que a corrompe e aceita, por fim, de bom grado a inevitável morte. Mas por que, exatamente, o homem “civilizado” europeu é mais infeliz que o da natureza? Justamente pelo fato de que, na natureza, a felicidade se realiza na medida em que desejo, necessidade e o obtido se igualam: esses homens e mulheres possuem tudo que necessitam e não desejam nada mais do que isso. Portanto, o homem em natureza é o mais feliz dos animais. Nesse prisma, o autor trava um extenso debate com uma visão eurocêntrica de humanidade, expressa no discurso de Georges-Louis Leclerc, conde de Buffon  que defende a ideia de que a sociedade nos moldes europeus é a melhor direção do percurso histórico da espécie humana. Para Laclos, não existe necessidade  no desenvolvimento dos humanos em natureza em prol de sociedades, que segundo De Buffon seria organizado primeiramente a partir de um núcleo familiar, mas a forma mais bem acabada da condição humana se dá justamente nisso que se chama de estado natural. Ou seja, dos homens imersos na natureza e por ela constituídos. Assim, esse estado de natureza é o ponto ao qual a espécie parte: e que, focando no tema proposto ao debate, as mulheres partem. Diz Laclos: “a natureza cria apenas seres livres, a sociedade faz apenas tiranos e escravos; toda sociedade supõe um contrato, todo contrato uma obrigação respectiva”. É interessante aqui salientar que, para o filósofo, esse estado de natureza existiria ou teria existido em alguma parte do mundo que a Europa começara a conhecer desde a Era dos Descobrimentos.
Mas se as sociedades não vêm dos núcleos familiares, como diria Buffon, de onde viriam? A teoria de Laclos é de que vêm justamente dos homens (machos da espécie),
que se uniram por se temerem: a igualdade da força entre homens fez com que, optando pela conciliação e divisão de bens ao invés da luta, eles se unissem em grupos. E como as mulheres foram cooptadas para isso? Justamente pela discrepância de força entre os sexos: a lei do mais forte predominou e, sendo elas mais fracas, foram submetidas aos trabalhos mais difíceis e foram prejudicadas na divisão dos bens. Portanto, nessas sociedades nascentes, a opressão e o desprezo são o papel encarregado às mulheres.

#### Teoria da Sedução e emancipação feminina
Esse lugar de desprezo fez com que as mulheres chegassem a uma forma de virar a dependência: pelo charme e a ascensão à imaginação dos homens, as mulheres conseguiram batalhar um lugar mais igual. A necessidade, assim, faz das mulheres mais habilidosas que os homens, pois conseguem inverter as forças de dominação jogadas sobre elas contra o agressor. É desse cenário que nascem a beleza, o amor e o ciúmes. Vale salientar que a beleza é central na sua proposta de emancipação feminina. Como é dada essa beleza? A beleza é justamente a aparência mais favorável ao gozo e é remetida ao estado de natureza tão caro ao autor. Com o surgimento do pudor e o uso das vestimentas, o corpo; que é, de fato, aquilo que expõe melhor o frescor, a força e o tamanho quais expressam a beleza na natureza; é escondido e o rosto vira o critério de decisão da beleza. Assim, a beleza nas sociedades é retirada de seu melhor lugar, o corpo, e reduzida ao rosto. Se antes dissemos que a beleza é central para a teoria da libertação feminina em Laclos, é no investimento dela que isso pode ocorrer. Assim, é uma teoria da sedução que visa fazer uma mediação entre a natureza, posição na qual a mulher goza de liberdade e felicidade, e a sociedade, que a oprime e explora. Os adornos seriam, nesse sentido, os instrumentos que maximizam a beleza, pois tratam de um complemento à beleza, qual pode ter a função de somar a beleza natural à imaginação humana. Assim, as recomendações que Laclos parece fazer às mulheres europeias para melhorar suas vidas; como a busca por uma vida leve, com repouso, porém ativa, não sedentária, sem excessos e com controle emocional dos desejos que nos levam à frustração; partem de uma aproximação, através da beleza e dos adornos, da liberdade e igualdade existentes na natureza entre a humanidade para o interior da sociedade, que corrompe o sentido primeiro da humanidade. Portanto, é com sua teoria da sedução que Laclos recomenda uma emancipação feminina, não através de uma sedução que ponha a mulher em posição de submissão, mas com uma mediação com a beleza natural, que visa subverter a beleza depravada pelas instituições sociais em prol de uma demonstração mais autêntica e igualitária do amor.

## Obras
- Ernestine (1777) Opéra-comique
- As Ligações Perigosas (1782)
- Da Educação das Mulheres[7] (1783)
- Instructions aux assemblées de bailliage (1789)
- Journal des amis de la Constitution (1790-1791)
- De la Guerre et de la paix (1795)